# Запуст
Запуст (Альт-Запуст) — село в Україні, у Затурцівській сільській громаді Володимирського району Волинської області. Населення становить 122 особи.

## Історія
У 1906 році колонія Киселинської волості Володимир-Волинського повіту Волинської губернії. Відстань від повітового міста 36 верст, від волості 3. Дворів 31, мешканців 229.
До 20 червня 2018 року село входило до складу Озютичівської сільської ради Локачинського району Волинської області.
З 20 червня 2018 року у складі Війницької сільської об'єднаної територіальної громади.
19 липня 2020 року, в результаті адміністративно-територіальної реформи та ліквідації  Локачинського району, село увійшло до новоутвореного Володимир-Волинського району (від 18 липня 2022 Володимирського).

## Населення
За переписом населення України 2001 року в селі мешкало 117 осіб. 100 % населення вказало своєю рідною мовою українську мову.